# Qeqertarsuatsiaat
Qeqertarsuatsiaat (da. Fiskenæsset), är en bygd i Västra Grönland, tillhörande  Sermersooq kommun. Den grundades 1754 som en handelsstation, och har cirka 235 invånare (2010), som främst livnär sig på säljakt och fiske. Bygden har en tradition av kvinnligt skinnhantverk, och det tillverkas bland annat väskor av sälskinn. I Qeqertarsuatsiaat finns bland annat skola, bibliotek, kyrka, läkarmottagning, postkontor, brandstation, elverk och vårdhem. 